# Amilcare Ponchielli

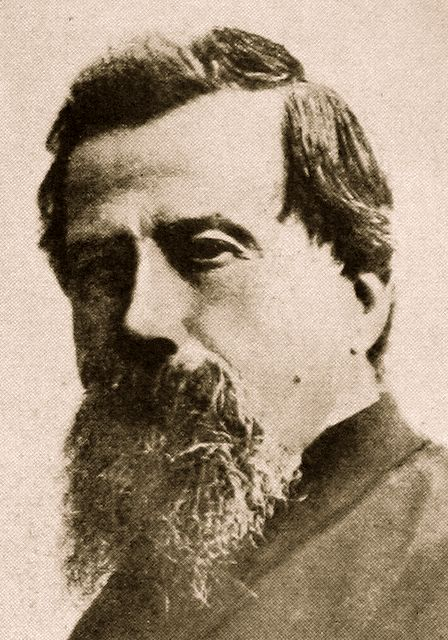
Amilcare Ponchielli

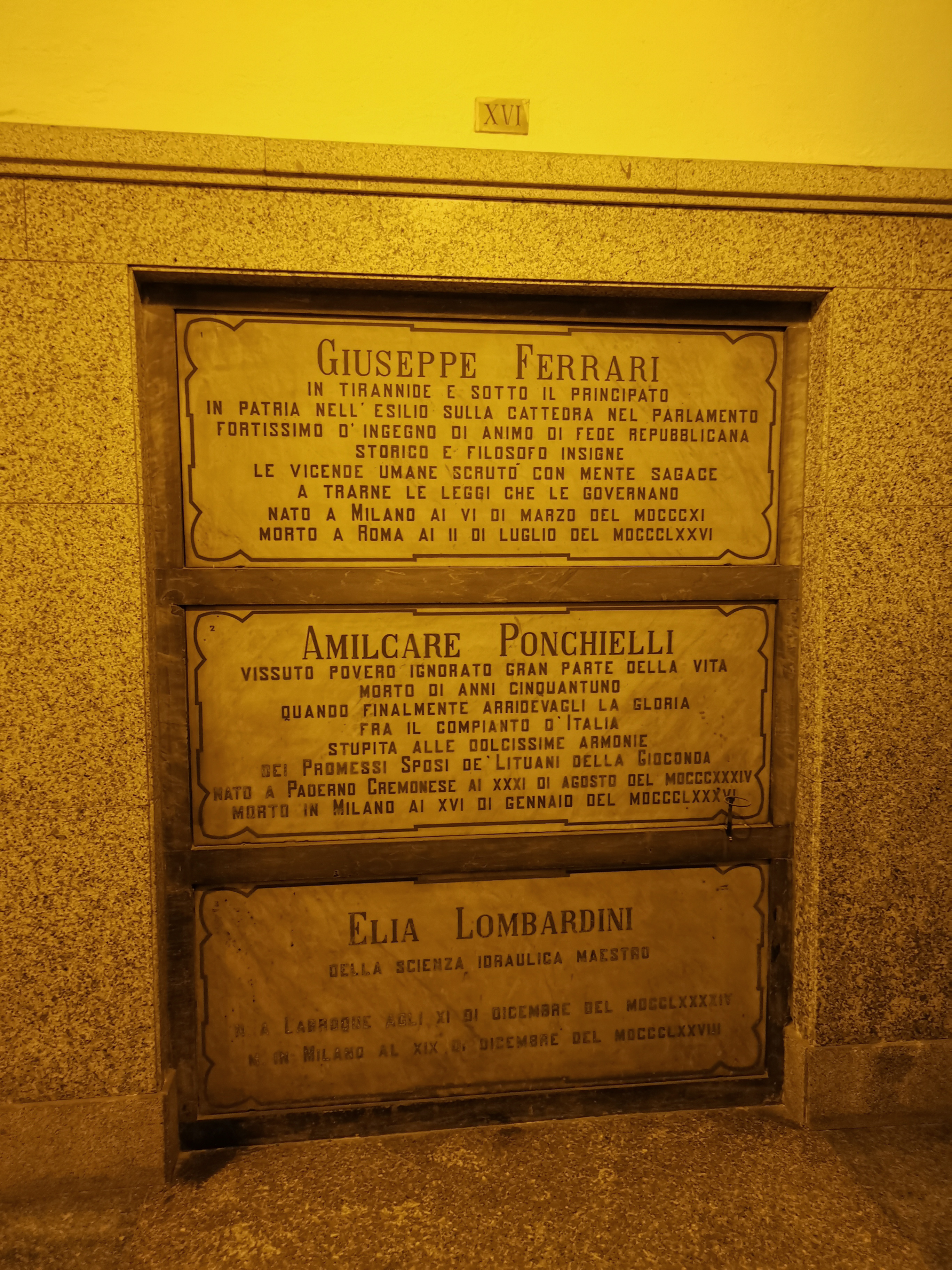
Grab auf dem Cimitero Monumentale Mailand

Amilcare Ponchielli (* 31. August oder 1. September 1834 in Paderno Fasolaro (heute Paderno Ponchielli; nach ihm benannt) bei Cremona; † 16. Januar oder 17. Januar 1886 in Mailand) war ein italienischer Komponist und Musikpädagoge.
Seine erfolgreichste Oper war und ist La Gioconda, die sich nach wie vor auf den Spielplänen vieler Opernhäuser und Festivals findet.

## Leben
Im Alter von neun Jahren begann Ponchielli seine Ausbildung am Mailänder Konservatorium, die er 1854 erfolgreich abschloss. Danach wirkte er in Cremona als Organist der St.-Hilarius-Kirche und als Maestro sostituto (zweiter Kapellmeister) am Teatro della Concordia. Mit Ruggero Manna (1808–1864), dem Dom- und Opernkapellmeister von Cremona, verband ihn eine persönliche Freundschaft.
Am 17. September 1856 wurde die Oper I Promessi Sposi, die Ponchielli zusammen mit den Librettisten Giuseppe Aglio und Cesare Stradivari geschrieben hatte, in Cremona uraufgeführt. Alfredo Colombani berichtete in der Gazzetta Musicale di Milano: Der Erfolg zeichnete sich schon bei der Ouvertüre ab; sie fand so lebhaften Beifall, dass der Maestro gleich einige Male auf die Bühne gerufen wurde.
Zwei weitere Premieren (Beltrando di Bormio in Turin und La Savoiarda in Cremona) blieben dagegen ohne Erfolg; Ponchielli geriet in finanzielle Schwierigkeiten. Von 1861 bis 1874 leitete er in Piacenza die Banda della Guardia Nazionale, ein Blasorchester, für das er monatlich zwei neue Kompositionen schrieb – insgesamt mehr als 150 Werke. Trotz der entwürdigenden Arbeitsumstände erfüllte er gewissenhaft seinen künstlerischen Auftrag. 1874 ließ er sich in Mailand nieder; am 26. Juni heiratete er die Sopranistin Teresina Brambilla (1845–1921), die bei der Wiederaufführung der – von Emilio Praga textlich umgestalteten – Promessi Sposi im Teatro Dal Verme die Lucia gesungen hatte.
1881 wurde Amilcare Ponchielli Domkapellmeister in Bergamo. Ab Mai 1880 hatte er den Lehrstuhl für Komposition am Mailänder Konservatorium inne (er trat im September zurück, nahm diese Tätigkeit aber Anfang 1881 wieder auf). Er war ein angesehener und beliebter Lehrer. Zu seinen Schülern zählten Giacomo Puccini und Pietro Mascagni. Mascagni beschreibt Ponchielli in seinen Memoiren als liebenswürdigen, uneigennützigen Förderer und Berater.
Am bekanntesten ist Ponchielli heute durch seine Musik zur Oper La Gioconda; die allegorische Balletteinlage aus dem 3. Akt, der Tanz der Stunden, erlangte Wunschkonzert-Popularität. Das Libretto von La Gioconda schrieb Arrigo Boito. Es basiert auf dem 1835 in Paris uraufgeführten Drama Angelo, tyran de Padoue des französischen Romantikers Victor Hugo, dessen Bühnenwerke zahlreiche Librettisten und Komponisten zu eigenen Werken anregten.

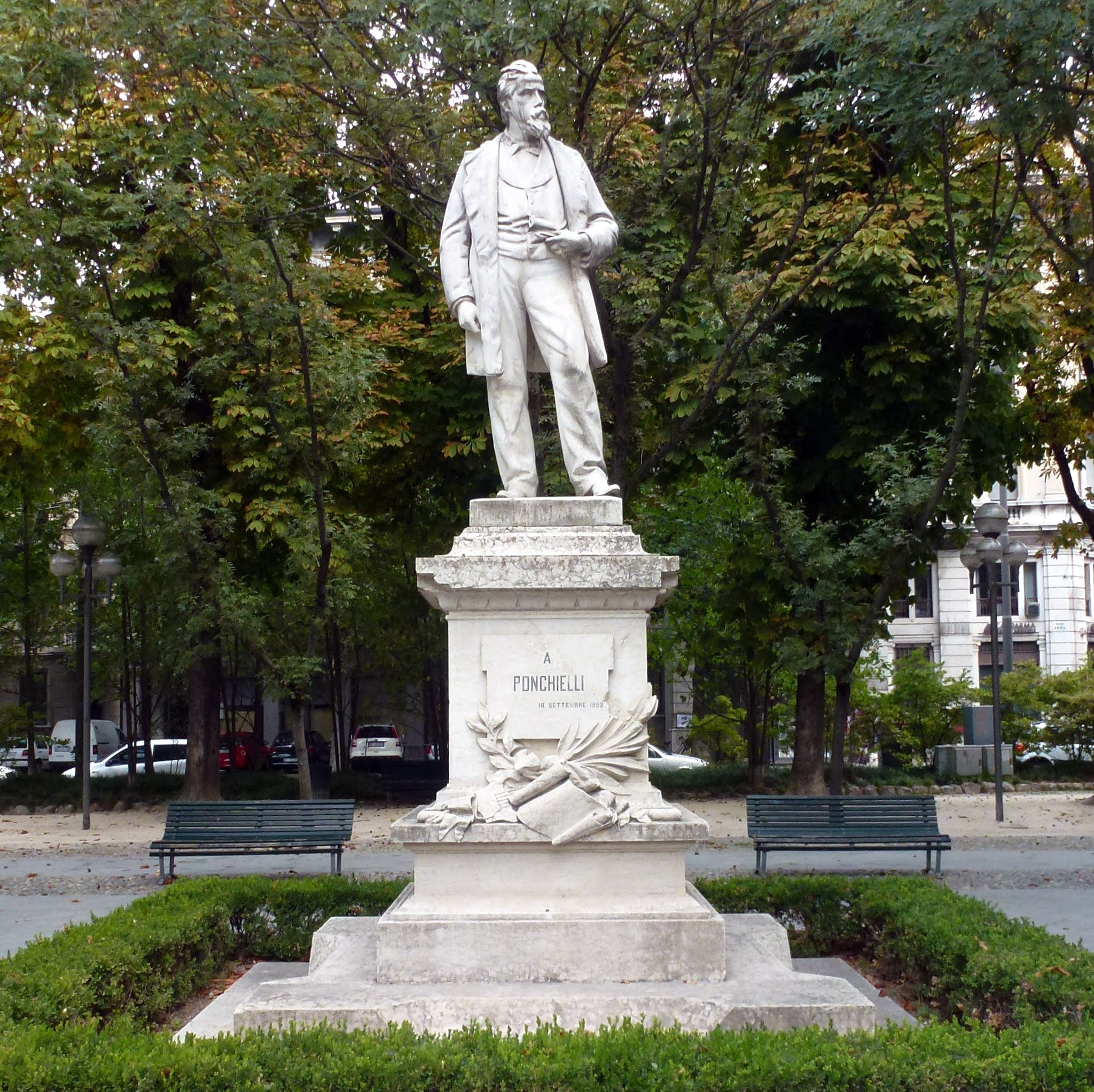
Amilcare-Ponchielli-Denkmal in Cremona

1892 wurde in Cremona das Amilcare-Ponchielli-Denkmal errichtet.

## Kompositionen

### Bühnenwerke

#### Opern
- Il Sindaco Babbeo (Gemeinschaftsarbeit mit Studienkollegen; verschollen). Libretto: ?. UA März 1851 Mailand (Konservatorium)
- Maometto (op. 1; ~1850/54). Opernszene. Libretto: Felice Romani
- I Promessi Sposi (op. 2; 1856). Oper (Melodramma) in 4 Akten. Libretto: Giuseppe Aglio und Cesare Stradivari (nach Alessandro Manzoni). UA 30. August 1856 Cremona (Teatro della Concordia)
  - Neufassung (1872). Libretto: Emilio Praga. UA 4. Dezember 1872 Mailand (Teatro Dal Verme)
- Beltrando dal Bormio (op. 3; 1858). Oper in 4 Akten. Libretto: ?
- La Savoiarda (op. 4; 1861). Oper in 3 Akten. Libretto: Francesco Guidi. UA 19. Januar 1861 Cremona (Teatro Concordia)
  - Neufassung: Lina (op. 4a). Libretto: Francesco Guidi und Carlo d’Ormeville (1840–1924). UA 17. November 1877 Mailand (Teatro Dal Verme)
- Roderico, Re dei Goti. Oper in 3 Akten. Libretto: Francesco Guidi. UA 26. Dezember 1863 Piacenza (Teatro Municipale)
- La Vergine di Kermo (op. 5; Gemeinschaftsarbeit mit 12 anderen Komponisten). Oper. Libretto: ?. UA 16. Februar 1870 Cremona (Teatro Concordia)
- Il Parlatore Eterno (op. 6). Oper (Scherzo comico) in einem Akt. Libretto: Antonio Ghislanzoni. UA 18. Oktober 1873 Lecco (Teatro Sociale)
- I Lituani (op. 7; 1874). Oper (Dramma lirico) in einem Prolog und 3 Akten. Libretto: Antonio Ghislanzoni (nach Adam Mickiewicz: Konrad Wallenrod, 1827). UA 7. März 1874 Mailand (Teatro alla Scala); UA der Neufassung 6. März 1875 Mailand (Teatro alla Scala)
  - Weitere Neufassung: Aldona. Libretto?. UA 20. November 1884 St. Petersburg (Teatro Maria)
- I Mori di Valenza (op. 8; 1873 begonnen, Fragment). Oper in 4 Akten. Libretto: Antonio Ghislanzoni. Komposition ergänzt von Annibale Ponchielli und Arturo Cadore. UA 17. März 1914 Monte Carlo
- La Gioconda (op. 9; 1876). Oper (Dramma lirico) in 4 Akten. Libretto: Arrigo Boito (nach Victor Hugo: Angelo, tyran de Padoue, 1835). UA 8. April 1876 Mailand (Teatro alla Scala); UA der Neufassungen: 18. Oktober 1876 Venedig (Teatro Rossini); 24. Januar 1877 Rom (Teatro Apollo); 27. November 1879 Genua (Politeama genovese); 12. Februar 1880 Mailand (Teatro alla Scala)
- Il Figliuol Prodigo (Der verlorene Sohn, op. 10; 1880). Oper in 4 Akten. Libretto: Angelo Zanardini. UA 26. Dezember 1880 Mailand (Teatro alla Scala)
- Marion Delorme (op. 11; 1885). Oper in 4 Akten. Libretto: Enrico Golisciani (nach Victor Hugo, Marion Delorme); Neufassung: Antonio Ghislanzoni. UA 17. März 1885 Mailand (Teatro alla Scala); UA der Neufassung 9. August 1885 Brescia (Teatro Grande)
- Olga. Oper (Fragment). Libretto: Carlo D'Ormeville

#### Ballette
- La Grisetta (op. 14). UA 2. (3.?) Februar 1865 Cremona (Teatro Concordia)
- Orsowa ossia il genio della montagna (op. 15). UA 10. Februar 1871 Cremona (Teatro Concordia)
- Le due gemelle (op. 16). UA 4. Februar 1873 Mailand (Teatro alla Scala)
- Clarina (verschollen). UA 7. September 1873 Mailand (Teatro alla Scala)

### Vokalkompositionen
- La Prigione del Bargello (op. 102). Kantate für Männerchor und Klavier. Text: ?. UA 5. August 1854 Mailand (Konzert zum Abschluss des Studiums)
- La Tirolese (op. 103; 1850–1854). Geistliche Hymne für 7-stimmigen Chor und Orchester. Text: ?
- L’Italia e Dante. Kantate für Singstimmen und Orchester (verloren). Text: ?. UA 4. Juni 1865 Cremona (Teatro Concordia)
- Messe für die St.-Hilarius-Kirche in Cremona (verloren bis auf das – in die Messe von 1882 übernommene – Credo)
- A Gaetano Donizetti (op. 12). Kantate für Singstimmen und Orchester. Text: A.Ghislanzoni. UA 13. September 1875 Bergamo (Teatro Ricciardi)
- Come noi che siam bambini. Hymne für die Nationalausstellung 1881, für 2 Singstimmen, Violine und Klavier. Text: ?. UA 5. Mai 1881 Mailand (Giardini Pubblici)
- Messe (op. 20) für Soli, Chor und Orchester. UA 25. Dezember 1882 Bergamo (Basilica di S. Maria Maggiore)
- Cantata per il monumento ad Alessandro Manzoni. Text: ?. UA 22. Mai 1883 Mailand (Teatro alla Scala)
- Cantata per papa Gregorio VII (op. 13) für Tenor, Bass, Chor und Orchester. Text: ?. UA 14. Dezember 1885 Bergamo (Palazzo Cittadella)
- L’aura mistica del cielo (op. 28; undatiert) für 3-stimmigen Frauenchor (nur Sopräne), Orgel und Akkordeon. Text: ?
- La sera (op. 104; undatiert). Cataplasma für Kinderstimmen und Klavier. Text: ?
- Sega sega il legnajuolo (op. 194; undatiert) für Frauenchor (nur Sopräne), Knabenchor und Klavier. Text: ?
- All’opra all’opra (op. 196; undatiert, Autorschaft unsicher) für Knabenchor, Violine und Klavier. Text: ?

### Werke für Orchester
- Le due gemelle (1874). Tänze
- Posaunenkonzert (op. 123)
- Symphonie (op. 153)

### Werke für Blasorchester

#### Konzerte, Sinfonien
- Konzert (1866) für Trompete und Blasorchester
 1. Allegro risoluto – 2. Andante – 3. Allegro
- Sinfonia Nr. 1 f-moll (1872)
- Sinfonia Nr. 2 h-moll (1872)
 1. Breve poco mosso – 2. Allegro con brio
- Il Convegno (1872) für 2 Klarinetten und Blasorchester
- Concerto per Flicorno Basso (Konzert für Euphonium und Blasorchester; erstes Originalwerk für Euphonium) (1872)

#### Trauermusik, Märsche, Tänze
- Marcia funebre Nr. 1
- Elegia per Felice Frasi (1881)
- Marcia funebre per i funerali di Francesco Lucca
- Marcia funebre “Alla memoria mio Padre”
- Fantasia militare (1863)
- I Saturnali. Fantasia Originale (1866)
- Marcia funebre per i funerali di Alessandro Manzoni (1873)
- Elegia sulla tomba di Garibaldi (1882)
- Il Gottardo (1882)
- Canto Greco – Variazioni per banda
 Andante sostenuto – Tema – 10 Variazioni
- Elena. Polka
- Fastnachtserinnerungen. Walzer
- Frauenwahnsinn. Walzer
- Lavinia. Polka
- Lisa. Polka
- Marcia Trionfale (Marcia Milano)
- Piazza Stradivari. Marsch
- Pipi. Polka
- Marcia Principe Umberto (op. 124)
- Roma. Marsch
- Sogni di guerra. Marsch
- Verführung. Walzer
- Adele (op. 161). Walzer

### Kammermusik
- Quartett op. 110 (1873) für Flöte, Oboe, Piccoloklarinette in Es, Klarinette in B und Klavier
- Capriccio op. 80 für Oboe und Klavier